# ARA San Julián (B-7)
El transporte ARA San Julián (B-7) de la Armada Argentina, originalmente USA FS-281, fue un carguero costero diseño 381 construido para el Ejército de los Estados Unidos.

## Construcción e historia
El FS-281 fue un carguero costero diseño 381 construido por Wheeler Shipbuilding de Whitestone, Nueva York. Fue botado en 1944 y entregado al Ejército en 1945.
Fue adquirido en 1947 por la Armada Argentina como ARA San Julián. Estuvo en servicio de 1947 a 1990. Radiado, fue entregado y puesto como escollera en Puerto Rosales.